# Belleneuve
Belleneuve település Franciaországban, Côte-d’Or megyében. Lakosainak száma 1575 fő (2022. január 1.). Belleneuve Mirebeau-sur-Bèze, Binges, Savolles, Trochères, Arceau, Arc-sur-Tille, Cuiserey és Magny-Saint-Médard községekkel határos.

## Népesség
A település népességének változása:
| Lakosok száma | 243  | 1501 | 1398 | 1422 | 1644 | 1629 | 1618 | 1618 | 1604 | 1575 |
|               | 1968 | 1982 | 1990 | 2006 | 2013 | 2015 | 2017 | 2019 | 2020 | 2022 |